# Richard Walter (Geistlicher)
Richard Walter (* 21. Oktober 1717 in St. Martin Ludgate, London; † 10. März 1785) war ein englischer Geistlicher, Seefahrer und Autor.

## Leben
Richard Walter war der Sohn des Seidenhändlers Arthur Walter und dessen Frau Mary. Er wurde am 29. Oktober getauft. Walker wurde in der Okenham Schule in Berkshire erzogen und studierte dann ab 1735 am Sidney Sussex College, Cambridge, wo er 1739 seinen Bachelor of Arts erhielt. 1740 wurde er Fellow des Sidney Sussex Colleges. Im selben Jahr wurde er vom Bischof von Norwich zum Diakon geweiht und erhielt eine Anstellung als Schiffskaplan auf der Centurion, einem Linienschiff mit 60 Kanonen.

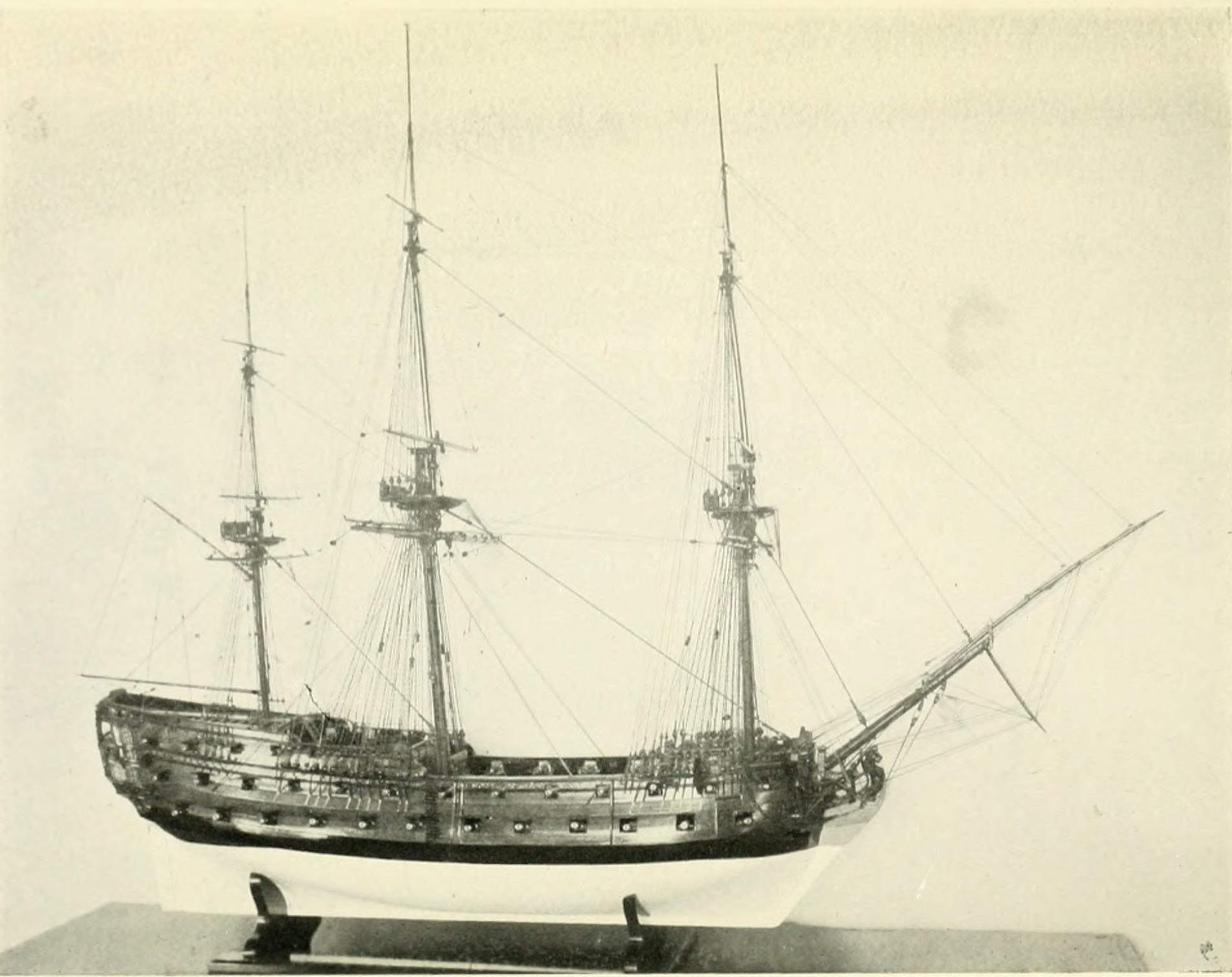
Modell der Centurion von 1748

Walter nahm an der Expedition von George Anson von Southampton aus gegen die spanischen Kolonien teil. Da die Schiffe größtenteils mit unerfahrenen oder bereits pensionierten Männern bemannt waren, musste Walter auch als Seemann Hand anlegen und stand zusammen mit Anson vor der Küste am Steuerruder, obwohl er „schwach, klein und kränklich“ war. Im Gegensatz zur Mehrheit der Mannschaft überlebte er aber die Reise. Walter nahm an Ansons Angriff auf die spanischen Kolonien an der Westküste von Südamerika teil. Skorbut raffte Mannschaft und Offiziere auf der Centurion dahin, und das Schiff war massiv unterbemannt. Es strandete schließlich auf Tinian in den Marianen, wo die Besatzung frischen Proviant aufnehmen, sich erholen und das Schiff notdürftig reparieren konnte. Von dem portugiesischen Macau aus reiste Walter im Dezember 1742 auf einem Schiff der Ostindien-Kompanie zurück nach England. Da die Beziehungen zwischen Anson und der Ostindien-Kompanie, die befürchtete, dass Anson bzw. die Admiralität sich in ihren ertragreichen Handel einmischen würde, gespannt waren sollte Walter, der das Vertrauen von Anson besaß, wohl Nachrichten an die Admiralität überbringen, die dieser nicht dem Papier anvertrauen wollte. Im Mai 1743 erhielt Staatssekretär Thomas Pelham-Holles, Duke of Newcastle, einen langen Bericht von Anson aus Macau. Die Centurion trat nach umfänglichen Reparaturen und der spektakulären Kaperung der Nuestra Senora de Covadonga in der Nähe der Philippinen, erst am 15. Dezember 1743 mit zahlreichen in Macau angeheuerten Matrosen als letztes verbleibendes Schiff der Flotte die Heimfahrt an.
Walter erlangte 1744 in Cambridge den Master of Arts. 1745 fand er eine Stelle als Kaplan in den Docks von Portsmouth und fuhr seitdem nicht mehr zur See. Er heiratete 1748 Jane Sabbarton aus Lothbury, das Paar hatte vier überlebende Kinder: Sophie, Arthur, Mary und Jane. Er war der Großvater von Henry Prescott (1783–1874), Sohn seiner Tochter Jane.
Walter verstarb 1785 und wurde in Great Staughton, Huntingdonshire, begraben.

## Werke
Walter wurde vor allem durch das Buch A Voyage Round the World in the Years MDCCXL, I, II, III, IV by George Anson bekannt. Nach Angaben seiner Witwe in einem Brief von 1789 an den Buchhändler John Walter in Charing Cross arbeitete er jeden Tag daran und legte den erstellten Text um sechs Uhr am nächsten Morgen Anson zur Kontrolle vor. Das Buch erschien 1748, verkaufte sich sehr gut und erlebte in Großbritannien 15 Auflagen. Auszüge erschienen zudem fünf Monate lang in Fortsetzungen in Zeitschriften im Gentleman's Magazine. Es war das beliebteste Reisebuch seiner Zeit und wurde in mehrere Fremdsprachen übersetzt, darunter ins Deutsche, Französische (1749), Russische, Italienische und Niederländische. Eine irische Ausgabe erschien 1748. Das Buch, aus dem auch der Dichter William Cowper 1799 eine Episode in sein Gedicht The Castaway umsetzte, befand sich in der Bordbibliothek von Charles Darwin, als dieser Feuerland besuchte.
Diesem Buch waren einige andere Berichte vorausgegangen:
- Der Schiffskoch der Centurion, Louis Leger war von den Spaniern an der Küste Chiles gefangen genommen und nach Spanien gebracht worden. Er entkam und erreichte von Lagos aus 1743 England. Sein Bericht erschien am 2. April 1743 in der London Gazette[12].
- Robert Baynes, ein Überlebender von der Wager, hatte von Barbados aus einen Bericht an die Admiralität geschickt, der September 1742 im Gentleman’s Magazine abgedruckt wurde.
- John Bulkeley, John Cummins, A Voyage to the South-Seas, in the Years 1740–1. Containing a Faithful Narrative of the Loss of His Majesty’s Ship the Wager. London, Jacob Robinson, 1743.
- Anon, An Authentic Account Of Commodore Anson's Expedition: Containing All That Was Remarkable, Curious And Entertaining, During That Long And Dangerous Voyage: ... Taken From A Private Journal. London, M. Cooper 1744.
- ”John Philips”, An Authentic Journal of the Late Expedition under the Command of Commodore Anson … by John Philips, Midshipman of the Centurion. 1744 Vermutlich von Thomas Summers oder John Campbell verfasst[13].
- Anon, An Authentic and Genuine Journal of Commodore Anson’s Expedition … published from the Journals of several of the principal officers. London 1744.
- Anon, A voyage to the South Seas and to many other parts of the world, performed from the month of September in the year 1740, to June 1744, by Commodore Anson. London 1745.
- Thomas Pascoe, A True and Impartial Journal of a Voyage to the South-Seas, and round the globe, in His Majesty's Ship the Centurion, under the command of Commodore George Anson. London, S. Birt, 1745 Online Quelle. (Meuterer von der Wager)
- Alexander Campbell, The sequel to Bulkeley and Cummins's Voyage to the South-Seas, or, The adventures of Capt. Cheap, the Hon. Mr. Byron, Lieut. Hamilton, Alexander Campbell, and others, late of His Majesty's ship the Wager: which was wreck'd on a desolate island in lat. 47 S., long. 81, 40 W., in the South-Seas, anno 1741: containing a faithful narrative of the unparallel'd sufferings of these gentlemen, after being left on the said island by the rest of the officers and crew, who went off in the long-boat: their deplorable condition, desperate enterprizes, and prodigious distresses, till they fell into the hands of the Indians, who carried them into New Spain, where they remained prisoners of war, till sent back to Europe, on the terms of the cartel, in 1746: the whole interspersed with descriptions of the countries in which the various scenes of their adventures lay, the manners, &c, of the American Indians and Spaniards, and their treatment of the author and his companions. London, W. Owen 1747. Überlebende der Wager
- Isaac Morris (ca. 1750)
- John Byron, The narrative of the Hon. John Byron containing an account of the great distresses suffered by himself and his companions On The Coast Of Patagonia From The Year 1740 Till Their Arrival In England 1746 With A Description Of St Jago De Chili And The Manners And Customs Of The Inhabitants Etc Written By Himself. London 1768, S. Baker and G. Leigh, and T. Davies. (Überlebender der Wager)

Es wurde gelegentlich behauptet, der Autor des Werkes sei der Mathematiker Benjamin Robins.
Auch Williams folgt dieser Ansicht. Nach Angabe der Witwe Walters beriet er ihren Mann nur bei der Auswahl von Illustrationen.
Die Publikation des Werkes wurde ungeduldig erwartet, es gab mehr als 1800 Subskribenten. Außerdem hatte es wegen der Verteilung der Prisengelder unter den Offizieren einen Prozess gegeben, der sich von August 1744 bis Mai 1747 hinzog. Zudem gab es Darstellungen aus der Feder der Überlebenden der Wager, die in der Folge der Meuterei ihren Namen reinwaschen wollten.
Es ist nicht klar, wie viel Walter an dem Buch verdiente, Angaben schwankten zwischen 750 und 1000 Pfund.

## Schriften
- A voyage round the world, in the years MDCCXL, I, II, III, IV. By George Anson, Esq; Commander in Chief of a Squadron of His Majesty’s Ships, sent upon an Expedition to the South-Seas. Compiled from papers and other materials of the Right Honourable George Lord Anson, and published under his direction, by Richard Walter, M. A. Chaplain of his Majesty’s Ship the Centurion, in that Expedition. Illustrated with forty-two copper-plates. London, printed for the author by John and Paul Knapton, at the Crown in Ludgate-Street, MDCCXLVIII. (Online: Gale Primary Sources, Eighteenth Century Collections Online)